# Victory (Vermont)
Victory – miasto w Stanach Zjednoczonych, w stanie Vermont, w hrabstwie Essex.